# Antonio Mistrorigo

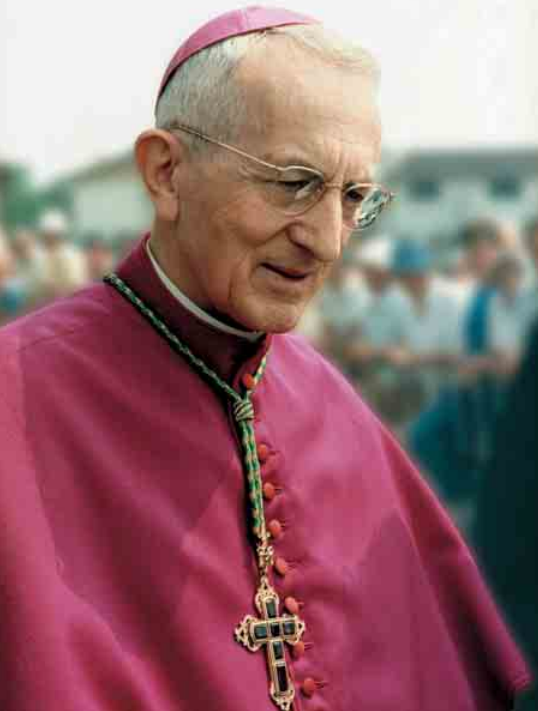
Bischof Antonio Mistrorigo

Antonio Mistrorigo (* 26. März 1912 in Chiampo, Provinz Vicenza; † 14. Januar 2012 in Treviso) war ein italienischer Geistlicher und römisch-katholischer Bischof von Treviso.

## Leben
Antonio Mistrorigo empfing durch den Bischof von Incenza, Carlo Zinato, am 7. Juli 1935 die Priesterweihe.
Am 9. März 1955 wurde er von Papst Pius XII. zum Bischof von Troia ernannt. Die Bischofsweihe spendete ihm am 25. April 1955 in der Kathedrale von Vicenza der Bischof von Vicenza, Carlo Zinato. Sein bischöflicher Wahlspruch war „Sitientes, venite ad aquas“ (Ihr Dürstenden, kommet zu den Wassern). 1958 wurde er von Papst Pius XII. in Nachfolge von Egidio Negrin zum Bischof von Treviso bestellt. Er nahm an allen Sitzungen des Zweiten Vatikanischen Konzils teil und war dessen Konzilsvater; er war einer der Initiatoren der Liturgiereform.
Während seines Episkopats wurden die kanonischen Prozesse für die Seligsprechungen des Bischofs von Treviso, Andrea Giacinto Longhin, des Ordensgeistlichen Federico Cionchi und des Ordensgeistlichen Basilio Martinelli aus dem Istituto Cavanis, eingeleitet.
Am 20. September 1980 wurde er zum päpstlichen Thronassistenten ernannt. Er war Prior des Ritterordens vom Heiligen Grab zu Jerusalem in Treviso. Er engagierte sich für die „Amici di Terra Santa“. Seinem Rücktrittsgesuch wurde 1988 durch Johannes Paul II. stattgegeben. Er war Ehrenbürger von Lorenzago di Cadore, wo er mehrmals mit Papst Johannes Paul II. zusammentraf.
Er galt als Experte für die pastorale und geistliche Liturgie und schrieb zahlreiche Bücher und Artikel zu diesen Themen.

## Schriften
- Omelie semplici e brevi. Anno A. Vangelo di Matteo , Piemme 2001, EAN 9788838464270
- Vivere Cristo nella liturgia, Portalupi Casale Monferrato 2001, EAN 9788884410061
- La musica sacra nella liturgia. Profilo teologico, biblico, storico, liturgico e pastorale, Portalupi Casale Monferrato 2002, EAN 9788884410146
- Progetto di vita cristiana, Portalupi Casale Monferrato 2002, EAN 9788884410207
- La famiglia cristiana del terzo millennio, Portalupi Casale Monferrato 2003, EAN 9788884410375
- S.O.S. urgenza di una nuova evangelizzazione. Dovere impellente di tutti i credenti, Portalupi Casale Monferrato 2003, EAN 9788884410306
- Venite, adoriamo! Guida all’adorazione eucaristica, Portalupi Casale Monferrato 2003, EAN 9788884410467
- Rosario biblico. Meditiamo con Maria i misteri della salvezza, Portalupi Casale Monferrato 2004, EAN 9788884410573
- Le preghiere del cristiano. Pregare per vivere, Portalupi Casale Monferrato 2005, EAN 9788884410719
- «Rosario» eucaristico. Per ravvivare il culto e la vita eucaristica, Portalupi Casale Monferrato 2005, EAN 9788884410702
- Preghiamo con fiducia san Giuseppe, Portalupi Casale Monferrato 2005, EAN 9788884410672